# Agiabampo (Sonora)
Agiabampo es una ranchería del Municipio de Huatabampo ubicada en el sur del estado mexicano de Sonora. Según los datos del censo de Población y Vivienda realizado en 2010 por el Instituto Nacional de Estadística y Geografía (INEGI), Agiabampo tiene un total de 409 habitantes.

## Geografía
Agiabampo se sitúa en las coordenadas geográficas 27°11'41" de latitud norte y 109°32'31" de longitud oeste del meridiano de Greenwich, a una elevación de 66 metros sobre el nivel del mar.